# Kurwai (Staat)
Kurwai (Khurwai, Korwai) war einer der Fürstenstaaten der Central India Agency von Britisch-Indien in der Region Malwa im heutigen Bundesstaat Madhya Pradesh. Seine Hauptstadt war der Ort Kurwai. Das Fürstentum wurde 1713 von dem afghanischen Abenteurer Muhammad Dilal Khan gegründet, der im Dienste der Großmoguln ein großes Territorium erwarb, das aber im Laufe der Marathenkriege weitgehend wieder verlorenging. Der Titel der Fürsten war Nawab.
Kurwai war 1817–1947 britisches Protektorat. Das Land hatte 1901 eine Fläche von 368 km² und 14.000 Einwohner. Der Nawab vollzog am 15. Juni 1948 den Anschluss an Indien und trat am 16. Juni der Fürstenunion Madhya Bharat bei. Am 1. November 1956 wurden alle Fürstenstaaten der Union aufgelöst und dem Bundesstaat Madhya Pradesh einverleibt.